# Stazione di Rozzol-Montebello
La stazione di Rozzol-Montebello è una stazione ferroviaria, oggi dismessa, posta sulla linea Jesenice-Trieste (Transalpina). Serviva i centri abitati di Rozzol e Montebello, frazioni di Trieste.

## Storia
La stazione venne attivata nel 1906 come parte della linea Jesenice-Trieste con il nome di Rozzol.
Dopo la prima guerra mondiale, con l'annessione della Venezia Giulia al Regno d'Italia, la linea passò sotto l'amministrazione delle Ferrovie dello Stato e la stazione assunse il nome di Rozzol-Montebello.
Dopo la seconda guerra mondiale, nel 1946 fu sospeso il servizio viaggiatori, mentre il servizio merci - a favore delle imprese e delle caserme della zona - continuò ad essere svolto fino agli anni settanta.
Successivamente lo scalo è stato smantellato, mentre l'edificio sussiste seppur in cattive condizioni.
Negli anni seguenti fu dotata di un marciapiede in ghiaia ed utilizzata saltuariamente come fermata per alcuni treni speciali.